# NN Group
NN Group est une compagnie d'assurance néerlandaise. Son nom provient de Nationale-Nederlanden, sa marque principale.

## Histoire
Elle a été créée en 2013, à la suite de la mise en bourse partielle des activités d'assurances d'ING Group, à la suite de l'aide qu'a reçue ING par l'État néerlandais. ING Group ayant vendu toutes ses participations dans NN Group en 2016.
En décembre 2016, NN Group annonce l'acquisition de Delta Lloyd pour 2,5 milliards d'euros.